# خوسيه لويس كابون
خوسيه لويس كابون (الإسبانية: José Luis Capón)؛ (6 فبراير 1948 — 29 مارس 2020) هو لاعب كرة قدم إسباني. من مواليد مدينة مدريد. يلعب بمركز مدافع، ولاعب وسط.

## وصلات خارجية
- خوسيه لويس كابون على موقع الاتحاد الدولي (مؤرشف)  (الإنجليزية)
- خوسيه لويس كابون على موقع الاتحاد الأوربي (الإنجليزية)
- خوسيه لويس كابون على موقع الاتحاد الأوربي (الإنجليزية)
- خوسيه لويس كابون على موقع قاعدة بيانات كرة القدم.إي يو (الإنجليزية)
- خوسيه لويس كابون على موقع ناشيونال فوتبول تيمز (الإنجليزية)
- خوسيه لويس كابون على موقع عالم كرة القدم.نت (الإنجليزية)